# 宓不齊
宓不齊（前521年—前445年），字子賤，春秋时期人，孔子弟子，比孔子小30歲，曾經擔任單父（今山东菏泽单县）宰。唐玄宗尊之为“单伯”，宋真宗加封为“单父侯”。明嘉靖九年改称“先贤宓子”。

## 掣肘
宓不齊治理單父（《呂氏春秋》記為「亶父」），擔心魯國國君聽信讒言而干涉自己，試圖間接勸諫魯君：在要辭行前往單父的時候，宓不齊讓兩個魯君身邊的官吏跟著他到單父去。到達後，他讓兩個官吏寫文書。官吏寫文書時，宓不齊在旁邊搖動他們的手肘（掣搖其肘）。官吏文書寫不好，宓不齊佯裝生氣。官吏因而請辭回去。宓不齊說：「兩位寫文書寫得不好，回去之後要努力。」回到魯君身邊時，他們告訴魯君：「不可以幫宓子寫字。」魯君問：「為什麼這樣說？」官吏回答：「宓子讓我們寫文書，在旁邊搖動我們的手肘，寫不好還生氣。」魯君說：「這是他要勸諫我啊。」於是派人告訴宓不齊說：「單父不是寡人所有的了，是你的了。單父的事情由你決定吧！五年之後再來簡要報告。」宓不齊在任時選了賢能之人作幕僚為其做事，因此自己不常出衙門也能治理得井井有條，還有閒暇時間彈琴，後來他的繼任者巫馬期則是事必躬親，每天披星戴月地奔波，對此巫馬期曾向宓不齊請教。